# علی اشکانی
علی اشکانی (زادهٔ ۲۵ آبان ۱۳۵۷) کشتی‌گیر سابق و مربی ایرانی است. اشکانی به مدت ده سال کشتی‌گیر تیم ملی کشتی فرنگی ایران بود و در دسته‌های وزنی ۵۸ و ۶۰ کیلوگرم در دو دورهٔ بازی‌های المپیک (۲۰۰۰ سیدنی، ۲۰۰۴ آتن) و سه دورهٔ بازی‌های آسیایی (۱۹۹۸، ۲۰۰۲، ۲۰۰۶) رقابت کرد. او مدال نقرهٔ مسابقات قهرمانی کشتی جهان (۲۰۰۵) و سه مدال طلا (۲۰۰۰، ۲۰۰۱، ۲۰۰۵) و یک نقره (۲۰۰۳) از مسابقات قهرمانی کشتی آسیا را کسب کرد.
وی در المپیک سیدنی با ۳ برد و یک باخت به مقام پنجم و در المپیک آتن با دو باخت و یک برد به مقام یازدهم رسید.
پس از مسابقات المپیک ۲۰۱۲ لندن از طرف شورای فنی کشتی فرنگی، علی اشکانی به سمت مدیر فنی تیم‌های ملی ایران برگزیده شد. پس از کناره‌گیری محمد بنا بعد از المپیک ۲۰۱۶ فدراسیون کشتی در تاریخ ۲۹ شهریور ۱۳۹۵ علی اشکانی را به عنوان سرمربی تیم ملی کشتی فرنگی جمهوری اسلامی ایران انتخاب کرد.
در ۱ دی ماه ۱۳۹۲ در جلسه شورای فنی در خانه کشتی تهران، با پیشنهاد حسن بابک مدیر تیم‌های ملی کشتی فرنگی و موافقت شورای فنی تیم‌های ملی کشتی فرنگی، علی اشکانی به عنوان سرمربی تیم کشتی فرنگی نوجوانان منصوب گردید.
اشکانی در ۳۰ شهریور ۱۳۹۵ به عنوان سرمربی تیم ملی کشتی فرنگی ایران انتخاب شد.

## مقام‌ها
- مقام اول مسابقات گزینشی المپیک – فرانسه (۱۳۷۹)
- مقام سوم مسابقات گزینشی المپیک – ازبکستان (۱۳۸۳)
- مقام سوم مسابقات جام نیکولای پتروف بلغارستان (۱۳۸۳)
- مقام دوم مسابقات جام پیتالانسکی لهستان (۱۳۸۴)
- مقام اول مسابقات بزرگسالان آسیا – چین (۱۳۸۴)
- مقام اول مسابقات المپیک دانشجویان جهان – ترکیه (۱۳۸۴)
- مقام دوم مسابقات بزرگسالان جهان – مجارستان (۱۳۸۴)